# Ивичестошия мангуста
Ивичестошия мангуста (Herpestes vitticollis) е вид бозайник от семейство Мангустови (Herpestidae).

## Разпространение и местообитание
Разпространен е в Индия и Шри Ланка.